# Sandsjön (Vänga socken, Västergötland)
Sandsjön är en sjö i Borås kommun i Västergötland och ingår i Göta älvs huvudavrinningsområde. Sjön har en area på 0,0921 kvadratkilometer och ligger 160,1 meter över havet. Sjön avvattnas av vattendraget Myresjöån.

## Delavrinningsområde
Sandsjön ingår i det delavrinningsområde (642005-133035) som SMHI kallar för Mynnar i Vänga Damm. Medelhöjden är 188 meter över havet och ytan är 20,97 kvadratkilometer. Det finns inga avrinningsområden uppströms utan avrinningsområdet är högsta punkten. Myresjöån som avvattnar avrinningsområdet har biflödesordning 3, vilket innebär att vattnet flödar genom totalt 3 vattendrag innan det når havet efter 124 kilometer. Avrinningsområdet består mestadels av skog (67 %). Avrinningsområdet har 1,36 kvadratkilometer vattenytor vilket ger det en sjöprocent på 6,5 %.